# Gustavo Magariños
Gustavo Magariños Morales de los Ríos (Montevideo, 31 dicembre 1922 – Montevideo, 17 gennaio 2014) è stato un cestista e diplomatico uruguaiano.

## Carriera
Giocatore del Club Malvín e del Trouville, con l'Uruguay ha partecipato a 4 edizioni dei Campionati sudamericani, vincendo l'oro nell'edizione 1947. Nel 1948 ha preso parte alle Olimpiadi di Londra. Si è ritirato proprio nel 1948, prima di compiere i 26 anni di età.
Terminata l'attività cestistica, completò gli studi in Lettere e Filosofia, ricevendo la laurea dal filosofo Carlos Vaz Ferreira. Nel 1953 intraprese la carriera diplomatica, ed è stato nominato ambasciatore in Belgio, Lussemburgo, Argentina. Ha ricoperto l'incarico di segretario generale dell'Asociación Latinoamericana de Libre Comercio (ALALC), poi denominata Asociación Latinoamericana de Integración (ALADI).